# تومازو رینالدی
تومازو رینالدی (ایتالیایی: Tommaso Rinaldi؛  ‏ تلفظ ایتالیایی: [tomˈmaːzo]؛ ‏ زادهٔ ۱۸ ژانویهٔ ۱۹۹۱) ورزشکار شیرجه اهل ایتالیا است.